# 孙国庆 (歌手)
孙国庆（1967年10月1日—），男，中国歌手、主持人，毕业于中央音乐学院。歌曲代表作有《无言》、《篱笆墙的影子》、《雄鹰》、《梅》等。2002年起主持星空卫视《人小鬼大》、《星空不夜城》节目。现任中央电视台国际频道《台湾万象》节目主持人。